# Арабелла (опера)
«Арабелла» (нем. Arabella) — опера Рихарда Штрауса соч. 79 в трёх актах, лирическая комедия. Последняя совместная работа композитора и автора либретто Гуго фон Гофмансталя. Опера создавалась в 1929—1933 годах, первое представление состоялось 1 июля 1933 года в Дрезденской опере. «Арабелла» — одна из самых исполняемых опер Штрауса, хотя и уступает по популярности «Кавалеру розы».

## Действующие лица
| Партия | Голос         | Исполнитель на премьере 1 июля 1933, Дрезден (Дирижёр: К. Краус) |
| --- | ------------- | ---------------------------------------------------------------- |
| Граф Вальднер | бас           | Фридрих Плашке                                                   |
| Аделаида, его жена | меццо-сопрано | Камилла Каллаб                                                   |
| их дочери: |               |                                                                  |
| Арабелла | сопрано       | Виорика Урсуляк                                                  |
| Зденка | сопрано       | Маргит Бокор                                                     |
| Мандрыка, богатый джентльмен                                                                                           | баритон       | Альфред Ергер                                                    |
| Маттео, офицер | тенор         | Мартин Кремер                                                    |
| поклонники Арабеллы:                                                                                                   |               |                                                                  |
| Граф Элемер | тенор         | Карл Альбрехт Штрайб                                             |
| Граф Доминик | баритон       | Курт Бёме                                                        |
| Граф Ламорал | бас           | Арно Шелленберг                                                  |
| Фиакермилли | сопрано       | Элиза Иллиард                                                    |
| Гадалка, портье, слуги Мандрыки, врач, компаньонка, кучер, официанты, игроки в карты, жильцы гостиницы, гости на балу. |               |                                                                  |

Продолжительность музыки 2 часа 40 минут..

## Содержание
Действие происходит в 1860 году в Вене.
Действие 1. Обнищавший граф Вальднер надеется выгодно выдать замуж старшую дочь Арабеллу и поправить свои финансовые дела. Граф отправляет портрет дочери письмом старому богачу Мандрыке, не зная, что тот умер, и поселяется с семьей в гостиничных апартаментах в Вене. За красавицей Арабеллой настойчиво ухаживает молодой офицер Маттео, в которого тайно влюблена её младшая сестра Зденка. Младшую дочь родители переодели в мальчика, чтобы не тратиться на выходы в свет юной девушки. Зденка пишет Маттео нежные письма, подписываясь именем сестры. Сама Арабелла вздыхает о случайно встреченном незнакомце. Незнакомец оказывается племянником богача Мандрыки, который пленился красотой дамы на портрете и приехал в Вену в надежде отыскать её.
Действие 2. Венские горожане и аристократы веселятся вместе на традиционном «Балу извозчиков». Здесь встречаются Арабелла и молодой Мандрыка. Увлечённые друг другом молодые люди будят ревность в Маттео, и он угрожает покончить с собой. Обеспокоенная Зденка передаёт офицеру очередное письмо и ключ от комнаты в гостинице, где он сможет увидеться с Арабеллой наедине. Мандрыка и Вальднер, случайно услышавшие этот разговор, недоумевают.
Действие 3. В апартаментах царит неразбериха. Маттео удивлен, что Арабелла не обращает на него внимания, хотя совсем недавно встречалась с ним наедине. Между Маттео и Мандрыкой назревает ссора, которая может обернуться дуэлью. Всё разрешается появлением Зденки в женском платье, которая признается, что писала Маттео письма и встречалась с ним под видом Арабеллы. Маттео прощает понравившуюся ему девушку. Арабелла и Мандрыка признаются друг другу в любви.

## История создания
Либретто оперы считают одной из лучших работ Гуго де Гофмансталя, благодаря изящному слогу и мастерской прорисовке характеров. Гофмансталь, постоянный соавтор Рихарда Штрауса, чьё здоровье было подорвано самоубийством сына, скоропостижно умер в процессе доработки текста. Таким образом, она стала последней и шестой совместной работой Штрауса и Гофмансталя. Требовались переделки либретто, на которые Штраус в отсутствие Гофмансталя не мог решиться, в результате в опере имеются длинноты. Работа композитора над музыкой шла с большим трудом.
Премьера оперы в Дрездене 1 июля 1933 года прошла с большим успехом. В том же году оперу показали в Вене. В 1934 году «Арабелла» вышла на сцены Ковент-Гардена и Монте-Карло, в 1936 поставлена в Генуе. Опера регулярно исполняется во многих театрах мира. Американская премьера состоялась в 1955 году в Метрополитен-опера, в России «Арабеллу» впервые увидели в 1974 году в Свердловске.

## Музыка
Написанная в неоклассическом стиле, музыка оперы использует австрийский и южнославянский фольклор, богата лирическими сценами, знаменитыми венскими вальсами и лендлерами. По сюжету и форме в ней, как и в другой комедии Штрауса, «Кавалер розы», прослеживаются элементы венской оперетты. Музыкальная ткань почти не содержит диссонансов, большой (89 инструментов) оркестр используется преимущественно камерными группами.
Многие критики отмечают «вторичность» «Арабеллы» в сравнении с «Кавалером розы», называя более позднюю оперу репликой, которая хуже оригинала, более искусной, но и более тяжеловесной и затянутой.

## Некоторые записи

### Аудио
- 1950: И. Армгарт, А. Шлемм, Э. Витте, Й. Меттерних; Берлинская государственная опера, дирижёр Й. Кайльберт.
- 1953: Л. Делла Каза, Э. Трётшель, Л. Фехенбергер, Г. Уде; Баварская государственная опера, дирижёр Р. Кемпе.
- 1973: М. Кабалье, О. Мильякович, Р. Колло, З. Нимсгерн; Хор и оркестр Итальянского радио в Риме, дирижёр В. Реннерт[нем.].
- 1988: Ю. Варади, Х. Донат, А. Даллапоцца[англ.], Д. Фишер-Дискау; Баварская государственная опера, дирижёр В. Заваллиш.
- Deutsche Grammophon, 1992: Л. Делла Каза, А. Ротенбергер, Г. Паскуда, Д. Фишер-Дискау; Баварская государственная опера, дирижёр Й. Кайльберт

### Видео
- Warner Classic, 2003: Э. Патнэм[англ.], Р. Сафрати, Л. Кит, Й. Брёшелер; Глайндборнский оперный фестиваль, дирижёр Б. Хайтинк.
- Decca, 2008: Э. Груберова, Г. Яновиц, Р. Колло, Б. Вайкл; Венский филармонический оркестр, дирижёр Г. Шолти; постановка О. Шенк[англ.].
- Decca, 2008: Р. Флеминг, Ю. Клайтер, Й. Вайгель, М. Ф. Ларсен; Цюрихская опера, дирижёр Ф. Вельзер-Мёст; постановка Ф. Гёц.
- Electric Picture, 2012: Э. Мейджи, Г. Кюхмайер, М. Шаде, Т. Конечны; Венская опера, дирижёр Ф. Вельзер-Мёст; постановка С.-Э. Бехтольф.
- Deutsche Grammophon, 2012: К. Те Канава, М. Маклафлин, Д. Кюблер, В. Брендель; Метрополитен-опера, дирижёр К. Тилеман.

## В астрономии
В честь героини оперы Арабеллы назван астероид (841) Арабелла, открытый 1 октября 1916 года немецким астрономом Максом Вольфом в Гейдельбергской обсерватории на юго-западе Германии